# Juegos Asiáticos de Invierno de 1990
Los II Juegos Asiáticos de Invierno se celebraron en Sapporo (Japón), del 9 de marzo al 14 de marzo de 1990, bajo la denominación Sapporo 1990.

Participaron un total de 310 deportistas representantes de 10 países miembros del Consejo Olímpico de Asia. El total de competiciones fue de 33 repartidas en 6 deportes.

## Historia
Para la segunda edición de 1990 se había concedido la sede a la India, pero debido a dificultades financieras tuvo que declinar y Sapporo se ofreció para repetir como ciudad anfitriona.

## Medallero
La tabla final de medallas de los juegos fueron:
| Núm.  | País            | Oro | Plata | Bronce | Total | Orden por Total |
| ----- | --------------- | --- | ----- | ------ | ----- | --------------- |
| 1     | Japón           | 18  | 16    | 13     | 47    | 1               |
| 2     | China           | 9   | 9     | 8      | 26    | 2               |
| 3     | Corea del Sur   | 6   | 7     | 8      | 21    | 3               |
| 4     | Corea del Norte | 0   | 1     | 4      | 5     | 4               |
| 5     | Mongolia        | 0   | 0     | 1      | 1     | 5               |
| TOTAL | TOTAL           | 33  | 33    | 34     | 100   |                 |

| Predecesor: Sapporo 1986 | II Juegos Asiáticos de Invierno 1990 | Sucesor: Harbin 1996 |